# USS Essex (LHD-2)
USS Essex (LHD-2) je americká vrtulníková výsadková loď, která je ve službě od roku 1992. Je to druhá jednotka třídy Wasp.

## Stavba
Stavba lodi začala 20. března 1989 v loděnici Huntington Ingalls Industries (tato loděnice staví například letadlové lodě třídy Gerald R. Ford) ve státě Mississippi. Roku 1991 byla Essex spuštěna na vodu a dne 17. října 1992 byla uvedena do služby.

## Výzbroj

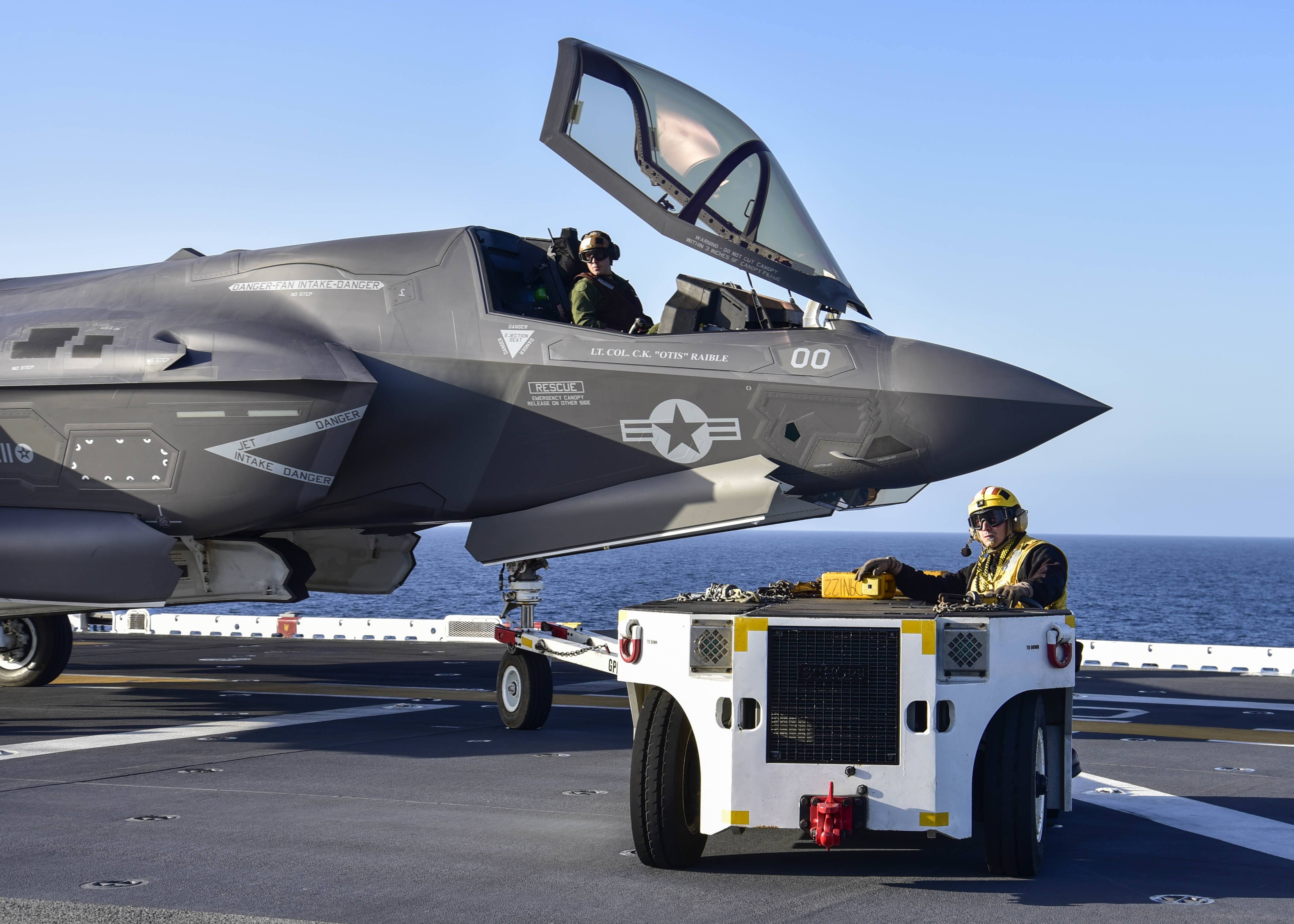
Víceúčelový bojový letoun F-35 Lightning II na letové palubě USS Essex

Essex je vyzbrojena dvěma raketovými systémy blízké obrany RIM-116 Rolling Airframe Missile a dvěma odpalovacími zařízeními Mk 29 pro protiletadlové řízené střely moře-vzduch RIM-7 Sea Sparrow. Dále se na lodi nachází tři 20mm hlavňové systémy blízké obrany Phalanx, čtyři 25mm řetězové automatické kanóny Mk 38 Mod 0 a čtyři 12,7mm kulomety M2 Browning.

## Koronavirus
Covid-19 se údajně rozšířil i mezi posádkou lodi Essex, kdy první případ byl odhalen 17. března 2020.